# Glicocàlix
El glicocàlix o glucocàlix (paraula derivada del grec capa calyx de sucre glyko) és un terme genèric per a referir-se al material polimèric extracel·lular, compost de glicoproteïnes i glicolípids, produït per alguns bacteris i per altres cèl·lules com, per exemple, moltes cèl·lules epitelials. La capa mucilaginosa present sobre la superfície exterior dels peixos també es considera un glicocàlix. Aquest terme va ser aplicat inicialment a la matriu extracel·lular de polisacàrid secretada per les cèl·lules epitelials que recobreix la superfície externa de molts teixits epitelials.

## Tipus de glicocàlix

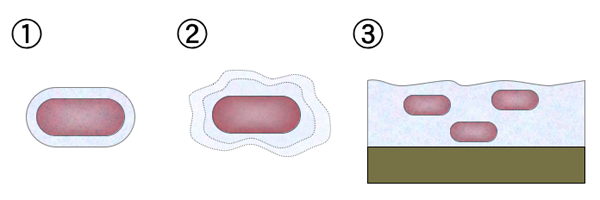
Estructures extracel·lulars bacterianes: 1. Càpsula bacteriana, 2. glicocàlix (capa mucosa), 3-biopel·lícula.

### En bacteris
El glicocàlix serveix de protecció als bacteris i també permet que el bacteri s'uneixi a superfícies inerts (como dents o roques), a eucarionts (per exemple, Streptococcus pneumoniae s'uneix a les cèl·lules del pulmó), o a altres bacteris (els seus glicocàlix es fusionen per embolicar la colònia).
La seva presència sobre materials inerts (com són els metalls implantats després de trencaments) fa difícil evitar les infeccions profundes ocasionades pels bacteris que s'hi adhereixen mitjançant el glicocàlix. Sovint cal extreure totalment el dispositiu implantat per a suprimir completament la infecció.
El glicocàlix es pot trobar just fora de la paret cel·lular del bacteri. És un material extracel·lular que fàcilment es deforma, que no té límits definits i que s'uneix de forma laxa al bacteri. En canvi una estructura organitzada, amb límits definits i unida fermament al bacteri s'anomena càpsula. El glicocàlix pot ajudar a protegir els bacteris contra els fagòcits. També forma biopel·lícules sobre superfícies inerts.
A més, el glicocàlix té la propietat de fixar aigua, i evita que s'assequi la cèl·lula.

### En plaquetes i cèl·lules de vasos sanguinis
També s'anomena glicocàlix a una estructura específica d'una plaqueta madura, única entre els components cel·lulars de la sang. És semblant al glicocàlix bacterià pel fet d'estar compost de glicoproteïna i permet que la plaqueta s'adhereixi a superfícies com el col·lagen dels vasos amb danys. El glicocàlix apareix com una capa unida a la membrana externa de les plaquetes i conté moltes de les proteïnes receptores que permeten l'adherència de la cèl·lula. El glicocàlix també apareix en les cèl·lules que formen els vasos sanguinis (endoteli). Entre les seves funcions estan les de reduir la fricció del flux sanguini i servir com a barrera per evitar la pèrdua de líquid a través de la paret del vas. En cas d'inflamació, el glicocàlix de les cèl·lules endotelials es trenca per a permetre l'accés dels leucòcits i de l'aigua des dels capil·lars.
El glicocàlix és químicament únic per a cada individu excepte en els bessons idèntics. Per tant, actua com una etiqueta d'identificació que permet al cos de distingir les seves pròpies cèl·lules sanes de teixits trasplantats, d'organismes invasors i de cèl·lules malaltes. Els tipus de sang i la compatibilitat humana en les transfusions estan determinades per glicoproteïnes.

### En cèl·lules epitelials del tracte digestiu
Un glicocàlix també pot trobar-se en la porció apical de les microvellositats del tracte digestiu, especialment en l'intestí prim. Consisteix en les glicoproteïnes que projecten la membrana citoplasmàtica apical de les cèl·lules absorbents epitelials. Proporciona una superfície addicional per a l'absorció i inclou enzims secretats per les cèl·lules absorbents que són essencials per als passos finals de la digestió de proteïnes i sucres.

## Funcions del glicocàlix
- Protecció: amorteix la membrana citoplasmàtica i la protegeix contra lesions físiques i químiques.
- Immunitat a la infecció: permet al sistema immunològic de reconèixer i atacar selectivament a organismes estranys.
- Defensa contra el càncer: els canvis en el glicocàlix de les cèl·lules canceroses permeten al sistema immunològic de reconèixer-les i de destruir-les.
- Compatibilitat dels trasplantaments: forma la base per a la compatibilitat de les transfusions de sang del teixit empeltat i dels trasplantaments d'òrgans.
- Adherència cel·lular: fixa les cèl·lules que formen part dels teixits.
- Fertilització: permet a l'esperma de reconèixer i d'unir-se als òvuls.
- Desenvolupament embrionari: guia les cèl·lules embrionàries a la seva destinació en el cos.